# Dhimal jezici
Dhimal jezici malena skupina tibetskih jezika koju čini zajedno sa skupinama bodijskom (jezik tshangla [tsj]), tibetanskom i tamang.
Obuhvaća (2) jezika u Indiji i Nepalu, to su: dhimal [dhi] (Nepal i Indija), ukupno 17.750; i toto [txo] (Indija), 20,000 (King 1994) u zapadnom Bengalu; selo Totopara.

## Vanjske poveznice
- Ethnologue (14th)
- Ethnologue (15th)